# Frota da Marinha Italiana

Bandeira naval da Itália

A Frota da Marina Militare mantém aproximadamente 181 navios em serviço em 2018, incluindo navais menores auxiliares. A frota começou um processo de renovação no qual 50 navios serão aposentados até 2025 e substituídos por 30 navios multi missão. A frota inclui (a exceção de navios de operação costeira): 2 porta-aviões, três pequenas docas de transporte anfíbio de 8 000 toneladas, quatro contra-torpedeiros de defesa aérea, quatro fragatas de propósito geral, 10 fragatas anti-submarinas e oito submarinos de ataque. Unidades de guerra litorânea e patrulha incluem uma fragata leve de patrulha, 10 navios de patrulha e duas corvetas. No suporte da frota estão dez navios de contra medidas à minas, quatro barcos de patrulha costeira e vários navios auxiliares.

## Frota de submarinos
| Classe        | Imagem                        | Tipo                | Navio            | Numeração | Deslocamento    | Notas |
| ------------- | ----------------------------- | ------------------- | ---------------- | --------- | --------------- | ----- |
| classe Todaro |                               | submarino de ataque | Salvatore Todaro | S 526     | 1 830 toneladas |       |
| classe Todaro | Scirè                         | submarino de ataque | S 527            |           | 1 830 toneladas |       |
| classe Todaro | Pietro Venuti                 | submarino de ataque | S 528            |           | 1 830 toneladas |       |
| classe Todaro | Romeo Romei                   | submarino de ataque | S 529            |           | 1 830 toneladas |       |
| Classe Sauro  |                               | submarino de ataque | Salvatore Pelosi | S 522     | 1 862 toneladas |       |
| Classe Sauro  | Giuliano Prini                | submarino de ataque | S 523            |           | 1 862 toneladas |       |
| Classe Sauro  | Primo Longobardo              | submarino de ataque | S 524            |           | 1 862 toneladas |       |
| Classe Sauro  | Gianfranco Gazzana Priaroggia | submarino de ataque | S 525            |           | 1 862 toneladas |       |

## Frota de superfície

### Porta-aviões
| Classe | Imagem | Tipo                  | Navio              | Numeração | Deslocamento     | Notas                                                          |
| ------ | ------ | --------------------- | ------------------ | --------- | ---------------- | -------------------------------------------------------------- |
|        |        | Porta-aviões (V/STOL) | Cavour             | 550       | 28 100 toneladas |                                                                |
|        |        | Porta-aviões (V/STOL) | Giuseppe Garibaldi | 551       | 13 850 toneladas | Será substituído por volta de 2022 pelo LHA Trieste de 33,000t |

### Guerra anfíbia
| Classe             | Imagem     | Tipo                                       | Navio       | Numeração           | Deslocamento    | Notas                                                                         |
| ------------------ | ---------- | ------------------------------------------ | ----------- | ------------------- | --------------- | ----------------------------------------------------------------------------- |
| Classe San Giorgio |            | LPD – Doca de transporte anfíbio (pequena) | San Giorgio | L 9892              | 8 000 toneladas | Se aposenta em 2019 Classe será substituída por dois LPDs de 20 000 toneladas |
| Classe San Giorgio | San Marco  | LPD – Doca de transporte anfíbio (pequena) | L 9893      | Se aposenta em 2020 | 8 000 toneladas |                                                                               |
| Classe San Giorgio | San Giusto | LPD – Doca de transporte anfíbio (pequena) | L 9894      | Se aposenta em 2022 | 8 000 toneladas |                                                                               |

### Combatentes maiores de superfície
| Classe                                             | Imagem                 | Tipo                              | Navio                    | Deslocamento | Deslocamento    | Notas                                                     |
| -------------------------------------------------- | ---------------------- | --------------------------------- | ------------------------ | ------------ | --------------- | --------------------------------------------------------- |
| Classe Orizzonte                                   |                        | Contra-torpedeiro de defesa aérea | Andrea Doria             | D 553        | 7 050 toneladas |                                                           |
| Classe Orizzonte                                   | Caio Duilio            | Contra-torpedeiro de defesa aérea | D 554                    |              | 7 050 toneladas |                                                           |
| Classe Durand de la Penne                          |                        | Contra-torpedeiro de defesa aérea | Luigi Durand de la Penne | D 560        | 5 560 toneladas | Se aposenta em 2024                                       |
| Classe Durand de la Penne                          | Francesco Mimbelli     | Contra-torpedeiro de defesa aérea | D 561                    |              | 5 560 toneladas |                                                           |
| Classe Bergamini (FREMM)                           |                        | fragata de propósito geral        | Carlo Bergamini          | F 590        | 6 700 toneladas | Mais duas serão comissionadas                             |
| Classe Bergamini (FREMM)                           | Luigi Rizzo            | fragata de propósito geral        | F 595                    |              | 6 700 toneladas | Mais duas serão comissionadas                             |
| Classe Bergamini (FREMM)                           | Federico Martinengo    | fragata de propósito geral        | F 596                    |              | 6 700 toneladas | Mais duas serão comissionadas                             |
| Classe Bergamini (FREMM)                           | Antonio Marcegaglia    | fragata de propósito geral        | F 597                    |              | 6 700 toneladas | Mais duas serão comissionadas                             |
| Classe Bergamini (FREMM)                           | fragata anti-submarina | Virginio Fasan                    | F 591                    |              | 6 700 toneladas | Mais duas serão comissionadas                             |
| Classe Bergamini (FREMM)                           | fragata anti-submarina | Carlo Margottini                  | F 592                    |              | 6 700 toneladas | Mais duas serão comissionadas                             |
| Classe Bergamini (FREMM)                           | fragata anti-submarina | Carabiniere                       | F 593                    |              | 6 700 toneladas | Mais duas serão comissionadas                             |
| Classe Bergamini (FREMM)                           | fragata anti-submarina | Alpino                            | F 594                    |              | 6 700 toneladas | Mais duas serão comissionadas                             |
| Classe Maestrale                                   |                        | Anti-submarine fragata            | Grecale                  | F 571        | 3 040 toneladas | Serão retiradas entre 2015–24 e substituídas pelas FREMM. |
| Classe Maestrale                                   | Libeccio               | Anti-submarine fragata            | F 572                    |              | 3 040 toneladas | Serão retiradas entre 2015–24 e substituídas pelas FREMM. |
| Classe Maestrale                                   | Scirocco               | Anti-submarine fragata            | F 573                    |              | 3 040 toneladas | Serão retiradas entre 2015–24 e substituídas pelas FREMM. |
| Classe Maestrale                                   | Euro                   | Anti-submarine fragata            | F 575                    |              | 3 040 toneladas | Serão retiradas entre 2015–24 e substituídas pelas FREMM. |
| Classe Maestrale                                   | Espero                 | Anti-submarine fragata            | F 576                    |              | 3 040 toneladas | Serão retiradas entre 2015–24 e substituídas pelas FREMM. |
| Classe Maestrale                                   | Zeffiro                | Anti-submarine fragata            | F 577                    |              | 3 040 toneladas | Serão retiradas entre 2015–24 e substituídas pelas FREMM. |
| Classe Lupo (também conhecida como Classe Soldati) |                        | fragata de patrulha leve          | Aviere                   | F 583        | 2 506 toneladas | Se aposentarão em 2018 e substituídas pelas PPA           |
| Classe Minerva                                     |                        | Corveta                           | Driade                   | F 555        | 1 285 toneladas | Se retirando entre 2016–17 e substituídas pelas PPA       |
| Classe Minerva                                     | Chimera                | Corveta                           | F 556                    |              | 1 285 toneladas | Se retirando entre 2016–17 e substituídas pelas PPA       |

### Patrulha
| Classe            | Imagem             | Tipo           | Navio                     | Numeração               | Deslocamento    | Note                          |
| ----------------- | ------------------ | -------------- | ------------------------- | ----------------------- | --------------- | ----------------------------- |
| Classe Comandanti |                    | Navio patrulha | Comandante Cigala Fulgosi | P 490                   | 1 520 toneladas | Será aposentada em 2023       |
| Classe Comandanti | Comandante Borsini | Navio patrulha | P 491                     | Será aposentada em 2023 | 1 520 toneladas |                               |
| Classe Comandanti | Comandante Bettica | Navio patrulha | P 492                     | Será aposentada em 2025 | 1 520 toneladas |                               |
| Classe Comandanti | Comandante Foscari | Navio patrulha | P 493                     | Será aposentada em 2024 | 1 520 toneladas |                               |
| Classe Sirio      |                    | Navio aptrulha | Sirio                     | P 409                   | 1 549 toneladas | Será aposentada em 2025       |
| Classe Sirio      | Orione             | Navio aptrulha | P 410                     | Será aposentada em 2024 | 1 549 toneladas |                               |
| Classe Cassiopea  |                    | Navio patrulha | Cassiopea                 | P 401                   | 1 499 toneladas | Serão aposentados em 2022–23; |
| Classe Cassiopea  | Libra              | Navio patrulha | P 402                     |                         | 1 499 toneladas | Serão aposentados em 2022–23; |
| Classe Cassiopea  | Spica              | Navio patrulha | P 403                     |                         | 1 499 toneladas | Serão aposentados em 2022–23; |
| Classe Cassiopea  | Vega               | Navio patrulha | P 404                     |                         | 1 499 toneladas | Serão aposentados em 2022–23; |

### Contra medidas à minas
| Classe        | Imagem    | Tipo       | Navio   | Numeração           | Deslocamento  | Notas                   |
| ------------- | --------- | ---------- | ------- | ------------------- | ------------- | ----------------------- |
| Classe Lerici |           | caça-minas | Milazzo | M 5552              | 503 toneladas | Se aposenta em 2019     |
| Classe Lerici | Vieste    | caça-minas | M 5553  | Se aposenta em 2018 | 503 toneladas |                         |
| Classe Gaeta  |           | Caça-minas | Gaeta   | M 5554              | 720 toneladas | Se aposentam em 2019–22 |
| Classe Gaeta  | Termoli   | Caça-minas | M 5555  |                     | 720 toneladas | Se aposentam em 2019–22 |
| Classe Gaeta  | Alghero   | Caça-minas | M 5556  |                     | 720 toneladas | Se aposentam em 2019–22 |
| Classe Gaeta  | Numana    | Caça-minas | M 5557  |                     | 720 toneladas | Se aposentam em 2019–22 |
| Classe Gaeta  | Crotone   | Caça-minas | M 5558  |                     | 720 toneladas | Se aposentam em 2019–22 |
| Classe Gaeta  | Viareggio | Caça-minas | M 5559  |                     | 720 toneladas | Se aposentam em 2019–22 |
| Classe Gaeta  | Chioggia  | Caça-minas | M 5560  |                     | 720 toneladas | Se aposentam em 2019–22 |
| Classe Gaeta  | Rimini    | Caça-minas | M 5561  |                     | 720 toneladas | Se aposentam em 2019–22 |

### Patrulha costal
| Classe             | Imagem     | Tipo           | Boat        | Numeração | Deslocamento  | Notas |
| ------------------ | ---------- | -------------- | ----------- | --------- | ------------- | ----- |
| Classe Esploratore |            | Navio patrulha | Esploratore | P 405     | 188 toneladas |       |
| Classe Esploratore | Sentinella | Navio patrulha | P 406       |           | 188 toneladas |       |
| Classe Esploratore | Vedetta    | Navio patrulha | P 407       |           | 188 toneladas |       |
| Classe Esploratore | Staffetta  | Navio patrulha | P 408       |           | 188 toneladas |       |

## Frota auxiliar
A Marina Militare mantêm em serviço um número de navios auxiliares e de suporte. Eles incluem:

### Navios de reabastecimento
| Classe           | Imagem  | Tipo                   | Navio     | Numeração | Deslocamento     | Notas                                                            |
| ---------------- | ------- | ---------------------- | --------- | --------- | ---------------- | ---------------------------------------------------------------- |
| Classe Etna      |         | Navio tanque           | Etna      | A 5326    | 13 400 toneladas | Navio suporte de comando e logística, Se aposenta em 2025        |
| Classe Stromboli |         | Navio tanque (pequeno) | Stromboli | A 5327    | 9 100 toneladas  | Serão substituídos entre 2018–20; pelo Vulcano (A 5335) em 2019. |
| Classe Stromboli | Vesuvio | Navio tanque (pequeno) | A 5329    |           | 9 100 toneladas  | Serão substituídos entre 2018–20; pelo Vulcano (A 5335) em 2019. |

### Navio de suporte e resgate submarino
| Classe | Imagem | Tipo                       | Navio | Numeração | Deslocamento    | Notas |
| ------ | ------ | -------------------------- | ----- | --------- | --------------- | --- |
|        |        | Navio de resgate submarino | Anteo | A 5309    | 3 874 toneladas | Equipado com um veículo submarino de resgate profundo: DRASS-Galeazzi SRV-300; Será aposentado em 2020, planeja-se que seja substituído pela Unità Supporto Subacqueo Polivalente (USSP) |

### Navios de apoio a mergulho
| Classe        | Imagem          | Tipo                       | Navio        | Numeração | Deslocamento | Notas                        |
| ------------- | --------------- | -------------------------- | ------------ | --------- | ------------ | ---------------------------- |
| Classe Marino |                 | Navio de apoio ao mergulho | Mario Marino | Y 498     | 97 toneladas | sendo substituído pela UNPAV |
| Classe Marino | Alcide Pedretti | Navio de apoio ao mergulho | Y 499        |           | 97 toneladas | sendo substituído pela UNPAV |

### Navio de suporte eletrônico
| Classe | Imagem | Tipo         | Navio   | Numeração | Deslocamento    | Notas |
| ------ | ------ | ------------ | ------- | --------- | --------------- | ----- |
|        |        | Navio espião | Elettra | A 5340    | 3,180 toneladas |       |

### Navio hidrográficos
| Classe       | Imagem  | Tipo                | Navio               | Numeração | Deslocamento    | Notas                                                                     |
| ------------ | ------- | ------------------- | ------------------- | --------- | --------------- | ------------------------------------------------------------------------- |
|              |         | navio oceanográfico | Ammiraglio Magnaghi | A 5303    | 1 744 toneladas | Sendo substituído a partir de 2020 pela Unità Idro Oceanografica Maggiore |
| Classe Ninfe |         | navio oceanográfico | Aretusa             | A 5304    | 415 toneladas   |                                                                           |
| Classe Ninfe | Galatea | navio oceanográfico | A 5308              |           | 415 toneladas   |                                                                           |

### Navios multi-propósito e de pesquisa
| Classe          | Imagem               | Tipo                     | Navio             | Numeração | Deslocamento    | Notas |
| --------------- | -------------------- | ------------------------ | ----------------- | --------- | --------------- | --- |
|                 |                      | Navio de pesquisa        | Alliance          | A 5345    | 2,920 toneladas | Sob bandeira italiana e tripulação da Marina Militare desde 1 de janeiro de 2016; operada para CMRE – La Spezia |
|                 |                      | Navio de pesquisa costal | Leonardo          | A 5301    | 433 toneladas   | |
| Classe Rossetti |                      | Navio de pesquisa costal | Raffaele Rossetti | A 5315    | 324 toneladas   | |
| Classe Rossetti | Vincenzo Martellotta | Navio de pesquisa costal | A 5320            |           | 324 toneladas   | |

### Navios tanque de água
| Classe        | Imagem | Tipo                 | Navio   | Numeração | Deslocamento    | Notas       |
| ------------- | ------ | -------------------- | ------- | --------- | --------------- | ----------- |
|               |        | Navio tanque de água | Bormida | A 5359    | 763 toneladas   | ex GGS 1011 |
| Classe Simeto |        | Navio tanque de água | Ticino  | A 5376    | 2 027 toneladas |             |
| Classe Simeto | Tirso  | Navio tanque de água | A 5377  |           | 2 027 toneladas |             |

### Navios tanque costais
| Classe         | Imagem    | Tipo                | Navio   | Numeração | Deslocamento  | Notas |
| -------------- | --------- | ------------------- | ------- | --------- | ------------- | ----- |
| Classe Panarea |           | Navio tanque costal | Panarea | A 5370    | 863 toneladas |       |
| Classe Panarea | Linosa    | Navio tanque costal | A 5371  |           | 863 toneladas |       |
| Classe Panarea | Favignana | Navio tanque costal | A 5372  |           | 863 toneladas |       |
| Classe Panarea | Salina    | Navio tanque costal | A 5373  |           | 863 toneladas |       |

### Navios de transporte costais
| Classe         | Imagem      | Tipo                       | Navio   | Numeração | Deslocamento          | Notas                      |
| -------------- | ----------- | -------------------------- | ------- | --------- | --------------------- | -------------------------- |
| Classe Gorgona |             | Navio de transporte costal | Gorgona | A 5347    | 631 / 799,6 toneladas | capacidade de lançar minas |
| Classe Gorgona | Tremiti     | Navio de transporte costal | A 5348  |           | 631 / 799,6 toneladas | capacidade de lançar minas |
| Classe Gorgona | Caprera     | Navio de transporte costal | A 5349  |           | 631 / 799,6 toneladas | capacidade de lançar minas |
| Classe Gorgona | Pantelleria | Navio de transporte costal | A 5351  |           | 631 / 799,6 toneladas | capacidade de lançar minas |
| Classe Gorgona | Lipari      | Navio de transporte costal | A 5352  |           | 631 / 799,6 toneladas | capacidade de lançar minas |
| Classe Gorgona | Capri       | Navio de transporte costal | A 5353  |           | 631 / 799,6 toneladas | capacidade de lançar minas |

### Navios de suporte logístico tender
| Classe       | Imagem   | Tipo                       | Navio  | Numeração | Deslocamento  | Notas                  |
| ------------ | -------- | -------------------------- | ------ | --------- | ------------- | ---------------------- |
| Classe Ponza |          | Navio de transporte costal | Ponza  | A 5364    | 685 toneladas | capacidade lança minas |
| Classe Ponza | Levanzo  | Navio de transporte costal | A 5366 |           | 685 toneladas | capacidade lança minas |
| Classe Ponza | Tavolara | Navio de transporte costal | A 5367 |           | 685 toneladas | capacidade lança minas |
| Classe Ponza | Palmaria | Navio de transporte costal | A 5368 |           | 685 toneladas | capacidade lança minas |
| Classe Ponza | Procida  | Navio de transporte costal | A 5383 |           | 685 toneladas | capacidade lança minas |

### Lanchas de desembarque
| Classe                | Imagem | Tipo                  | Navio      | Numeração                                | Deslocamento | Notas                       |
| --------------------- | ------ | --------------------- | ---------- | ---------------------------------------- | ------------ | --------------------------- |
| Classe LCM62 MTM C828 |        | Lancha de desembarque | LCM62      | GIS62                                    | 76 toneladas |                             |
| Classe LCM62 MTM C828 | LCM63  | Lancha de desembarque | GIS63      |                                          | 76 toneladas |                             |
| Classe LCM62 MTM C828 | LCM64  | Lancha de desembarque | GIS64      |                                          | 76 toneladas |                             |
| Classe LCM62 MTM C828 | LCM65  | Lancha de desembarque | GIS65      |                                          | 76 toneladas |                             |
| Classe LCM62 MTM C828 | LCM66  | Lancha de desembarque | GIS66      |                                          | 76 toneladas |                             |
| Classe LCM62 MTM C828 | LCM67  | Lancha de desembarque | GIS67      |                                          | 76 toneladas |                             |
| Classe LCM62 MTM C828 | LCM68  | Lancha de desembarque | GIS68      |                                          | 76 toneladas |                             |
| Classe LCM62 MTM C828 | LCM69  | Lancha de desembarque | GIS69      |                                          | 76 toneladas |                             |
| Classe LCM62 MTM C828 | LCM60  | Lancha de desembarque | GIS70      |                                          | 76 toneladas |                             |
| Classe MTM217         |        | Lancha de desembarque | MTM217     | MEN217                                   | 65 toneladas |                             |
| Classe MTM217         | MTM218 | Lancha de desembarque | MEN218     |                                          | 65 toneladas |                             |
| Classe MTM217         | MTM219 | Lancha de desembarque | MEN219     |                                          | 65 toneladas |                             |
| Classe MTM217         | MTM220 | Lancha de desembarque | MEN220     |                                          | 65 toneladas |                             |
| Classe MTM217         | MTM221 | Lancha de desembarque | MEN221     |                                          | 65 toneladas |                             |
| Classe MTM217         | MTM222 | Lancha de desembarque | MEN222     |                                          | 65 toneladas |                             |
| Classe MTM217         | MTM227 | Lancha de desembarque | MEN227     |                                          | 65 toneladas |                             |
| Classe MTM217         | MTM228 | Lancha de desembarque | MEN228     |                                          | 65 toneladas |                             |
| Classe MTP96          |        | Lancha de desembarque | 20 x MTP96 | MDN94/MDN104 MDN108/MDN109 MDN114/MDN120 | 14 toneladas | comissionados nos anos 1990 |

### Iates presidenciais
| Classe | Imagem | Tipo              | Navio  | Numeração | Deslocamento  | Notas                                                                 |
| ------ | ------ | ----------------- | ------ | --------- | ------------- | --------------------------------------------------------------------- |
|        |        | Iate presidencial | Argo   | MEN 209   | 65 toneladas  | Comissionado em 1971; usado como navio espião nos anos da Guerra Fria |
|        |        | Iate              | Sanjir |           | 261 toneladas | lançado em 2006; Comissionado em 2014; em update                      |

### Rebocadores de alto mar
| Classe        | Imagem   | Tipo      | Navio   | Numeração | Deslocamento  | Notas |
| ------------- | -------- | --------- | ------- | --------- | ------------- | ----- |
| lasse Ciclope |          | rebocador | Ciclope | A 5319    | 660 toneladas |       |
| lasse Ciclope | Titano   | rebocador | A 5324  |           | 660 toneladas |       |
| lasse Ciclope | Polifemo | rebocador | A 5325  |           | 660 toneladas |       |
| lasse Ciclope | Gigante  | rebocador | A 5328  |           | 660 toneladas |       |
| lasse Ciclope | Saturno  | rebocador | A 5330  |           | 660 toneladas |       |
| lasse Ciclope | Tenace   | rebocador | A 5365  |           | 660 toneladas |       |

### Rebocadores costais
| Classe       | Imagem          | Tipo             | Navio         | Numeração | Deslocamento  | Notas                                                      |
| ------------ | --------------- | ---------------- | ------------- | --------- | ------------- | ---------------------------------------------------------- |
|              |                 | Rebocador costal | Ercole        | Y 430     | 540 toneladas | Lançado em 2002 pela Damen Navioyards; Comissiondo em 2014 |
| Classe Porto |                 | Rebocador costal | Porto Fossone | Y 415     | 412 toneladas | Portofino (Y 436) e Riva Trigoso (Y 443) descomissionados  |
| Classe Porto | Porto Torres    | Rebocador costal | Y 416         |           | 412 toneladas | Portofino (Y 436) e Riva Trigoso (Y 443) descomissionados  |
| Classe Porto | Porto Corsini   | Rebocador costal | Y 417         |           | 412 toneladas | Portofino (Y 436) e Riva Trigoso (Y 443) descomissionados  |
| Classe Porto | Porto Empedocle | Rebocador costal | Y 421         |           | 412 toneladas | Portofino (Y 436) e Riva Trigoso (Y 443) descomissionados  |
| Classe Porto | Porto Pisano    | Rebocador costal | Y 422         |           | 412 toneladas | Portofino (Y 436) e Riva Trigoso (Y 443) descomissionados  |
| Classe Porto | Porto Conte     | Rebocador costal | Y 423         |           | 412 toneladas | Portofino (Y 436) e Riva Trigoso (Y 443) descomissionados  |
| Classe Porto | Portoferraio    | Rebocador costal | Y 425         |           | 412 toneladas | Portofino (Y 436) e Riva Trigoso (Y 443) descomissionados  |
| Classe Porto | Portovenere     | Rebocador costal | Y 426         |           | 412 toneladas | Portofino (Y 436) e Riva Trigoso (Y 443) descomissionados  |
| Classe Porto | Porto Salvo     | Rebocador costal | Y 428         |           | 412 toneladas | Portofino (Y 436) e Riva Trigoso (Y 443) descomissionados  |

### Rebocadores de porto
| Classe        | Imagem | Tipo                 | Navio  | Numeração | Deslocamento   | Notas    |
| ------------- | ------ | -------------------- | ------ | --------- | -------------- | -------- |
| Classe RP 101 |        | Rebocadores de porto | RP 101 | Y403      | 85 toneladas   | I lote   |
| Classe RP 101 | RP 102 | Rebocadores de porto | Y404   |           | 85 toneladas   | I lote   |
| Classe RP 101 | RP 104 | Rebocadores de porto | Y407   |           | 85 toneladas   | I lote   |
| Classe RP 101 | RP 106 | Rebocadores de porto | Y410   |           | 85 toneladas   | I lote   |
| Classe RP 101 | RP 107 | Rebocadores de porto | Y413   |           | 85 toneladas   | I lote   |
| Classe RP 101 | RP 108 | Rebocadores de porto | Y452   |           | 85 toneladas   | I lote   |
| Classe RP 101 | RP 109 | Rebocadores de porto | Y456   |           | 85 toneladas   | I lote   |
| Classe RP 101 | RP 110 | Rebocadores de porto | Y458   |           | 85 toneladas   | I lote   |
| Classe RP 101 | RP 111 | Rebocadores de porto | Y460   |           | 85 toneladas   | I lote   |
| Classe RP 101 | RP 112 | Rebocadores de porto | Y462   |           | 85 toneladas   | I lote   |
| Classe RP 113 |        | rebocadores de porto | RP 113 | Y463      | 120 toneladas  | II lote  |
| Classe RP 113 | RP 116 | rebocadores de porto | Y466   |           | 120 toneladas  | II lote  |
| Classe RP 118 |        | rebocadores de porto | RP 118 | Y468      | 85 toneladas   | III lote |
| Classe RP 118 | RP 119 | rebocadores de porto | Y470   |           | 85 toneladas   | III lote |
| Classe RP 118 | RP 120 | rebocadores de porto | Y471   |           | 85 toneladas   | III lote |
| Classe RP 118 | RP 122 | rebocadores de porto | Y473   |           | 85 toneladas   | III lote |
| Classe RP 118 | RP 123 | rebocadores de porto | Y476   |           | 85 toneladas   | III lote |
| Classe RP 118 | RP 124 | rebocadores de porto | Y477   |           | 85 toneladas   | III lote |
| lasse RP 125  |        | rebocadores de porto | RP 125 | Y478      | 76,4 toneladas | IV lote  |
| lasse RP 125  | RP 126 | rebocadores de porto | Y479   |           | 76,4 toneladas | IV lote  |
| lasse RP 125  | RP 127 | rebocadores de porto | Y480   |           | 76,4 toneladas | IV lote  |
| lasse RP 125  | RP 128 | rebocadores de porto | Y481   |           | 76,4 toneladas | IV lote  |
| lasse RP 125  | RP 129 | rebocadores de porto | Y482   |           | 76,4 toneladas | IV lote  |
| lasse RP 125  | RP 130 | rebocadores de porto | Y483   |           | 76,4 toneladas | IV lote  |
| lasse RP 125  | RP 131 | rebocadores de porto | Y484   |           | 76,4 toneladas | IV lote  |
| lasse RP 125  | RP 134 | rebocadores de porto | Y487   |           | 76,4 toneladas | IV lote  |
| lasse RP 125  | RP 132 | rebocadores de porto | Y485   |           | 76,4 toneladas | IV lote  |
| lasse RP 125  | RP 133 | rebocadores de porto | Y486   |           | 76,4 toneladas | IV lote  |

### navios tanque de combustível e água de porto
| Classe          | Imagem     | Tipo         | Navio      | numeração | Deslocamento  | Notas |
| --------------- | ---------- | ------------ | ---------- | --------- | ------------- | ----- |
| Classe GGS 1012 |            | Navio tanque | GGS1012    | GGS 1012  | 500 toneladas |       |
| Classe GGS 1012 | GGS1013    | Navio tanque | GGS 1013   |           | 500 toneladas |       |
| Classe GGS 1012 | GGS1014    | Navio tanque | GGS 1014   |           | 500 toneladas |       |
| Classe GGS 1012 | GRS/G 1010 | Navio tanque | GRS/G 1010 |           | 500 toneladas |       |
| Classe GGS 1012 | GRS/G 1011 | Navio tanque | GRS/G 1011 |           | 500 toneladas |       |
| Classe GGS 1012 | GRS/G 1012 | Navio tanque | GRS/G 1012 |           | 500 toneladas |       |
| Classe GGS 1012 | GRS/J 1013 | Navio tanque | GRS/J 1013 |           | 500 toneladas |       |

### Navio balsa
| Classe | Imagem | Tipo  | Navio   | Numeração | Deslocamento  | Notas |
| ------ | ------ | ----- | ------- | --------- | ------------- | ----- |
|        |        | Balsa | Cheradi | Y402      | 180 toneladas |       |

### Navios vela de treinamento
| Classa | Imagem | Tipo | Navio                    | Numeração | Deslocamento    | Notas                                                                 |
| ------ | ------ | ---- | ------------------------ | --------- | --------------- | --------------------------------------------------------------------- |
|        |        |      | Amerigo Vespucci (navio) | A 5312    | 4,300 toneladas | lançado em fevereiro de 1931; última modernização pesada em 2013/2016 |
|        |        |      | Palinuro                 | A 5311    | 1,341 toneladas | lançado em março de 1934                                              |

| Classe | Imagem | Tipo | Navio         | Numeração | Deslocamento  | Notas                                                      |
| ------ | ------ | ---- | ------------- | --------- | ------------- | ---------------------------------------------------------- |
|        |        |      | Italia        | A 5314    | 404 toneladas | Lançado em 1993; comissionado em 2007; comprimento de 61 m |
|        |        |      | Orsa Maggiore | A 5323    | 80 toneladas  |                                                            |
|        |        |      | Caroly        | A 5302    | 56 toneladas  |                                                            |
|        |        |      | Capricia      | A 5322    | 55 toneladas  |                                                            |
|        |        |      | Stella Polare | A 5313    | 48 toneladas  |                                                            |
|        |        |      | A 5316\|2}}   | A 5316    | 47 toneladas  |                                                            |

| Classe | Imagem | Tipo | Navio          | Numeração | Deslocamento | Notas                                                         |
| ------ | ------ | ---- | -------------- | --------- | ------------ | ------------------------------------------------------------- |
|        |        |      | Albatros       |           |              |                                                               |
|        |        |      | Andromeda      |           |              |                                                               |
|        |        |      | Antares        |           |              |                                                               |
|        |        |      | Aquarius       |           |              |                                                               |
|        |        |      | Aquilante      |           |              |                                                               |
|        |        |      | Aquilone       |           |              |                                                               |
|        |        |      | Artica II      |           | 7 toneladas  | lançado em 1956; comprimento de 12,94 m                       |
|        |        |      | Bellatrix      |           |              |                                                               |
|        |        |      | Calypso        |           |              |                                                               |
|        |        |      | Canopus        |           |              |                                                               |
|        |        |      | Chaplin        |           | 15 toneladas | lançado em 1974; comissionado em 2008; comprimento de 16,75 m |
|        |        |      | Cignus         |           |              |                                                               |
|        |        |      | Cobalt         |           |              | S/Y                                                           |
|        |        |      | Deneb          |           |              |                                                               |
|        |        |      | Dragone        |           |              |                                                               |
|        |        |      | Fomalhaut      |           |              |                                                               |
|        |        |      | Gabbiano       |           |              |                                                               |
|        |        |      | Gemini         |           |              |                                                               |
|        |        |      | Grifone bianco |           |              |                                                               |
|        |        |      | Nausica        |           |              |                                                               |
|        |        |      | Pegaso         |           |              |                                                               |
|        |        |      | Pellicano      |           |              |                                                               |
|        |        |      | Penelope       |           |              |                                                               |
|        |        |      | Quadrante      |           |              |                                                               |
|        |        |      | Sagittario     |           | 11 toneladas | lançado em 1972; comprimento de 15,74 m                       |
|        |        |      | Scorpione      |           |              |                                                               |
|        |        |      | Sestante       |           |              |                                                               |
|        |        |      | Seven seas     |           |              |                                                               |
|        |        |      | Tara           |           |              |                                                               |
|        |        |      | Ussaro         |           |              |                                                               |

### Docas flutuantes
| Classe       | Imagem | Tipo           | Navio             | Número            | Lifting capacity | Notas                                                                          |
| ------------ | ------ | -------------- | ----------------- | ----------------- | ---------------- | ------------------------------------------------------------------------------ |
|              |        | Doca flutuante | GO 60             | GO 60             | 1,000 tonns      | Lançada em 17 de fevereiro de 2018 pela Megaride dockyards em Napoli;          |
|              |        | Doca flutuante | GO 59             | GO 59             | 1 000 toneladas  | Comissionados em 2014                                                          |
|              |        | Doca flutuante | GO 58             | GO 58             | 2 000 toneladas  | Comissionados em on 1996                                                       |
| Classe GO 55 |        | Doca flutuante | GO 55 GO 56 GO 57 | GO 55 GO 56 GO 57 | 850 toneladas    | Comissionados entre 1995/1996                                                  |
| Classe GO 52 |        | Doca flutuante | GO 52 GO 53 GO 54 | GO 52 GO 53 GO 54 | 6,000 toneladas  | Comissionados em 1988/1993 GO53 em 2018 com base em Augusta                    |
|              |        | Doca flutuante | GO 51             | GO 51             | 2 000 toneladas  | Comissionados em 1971 comprimento de 80 m estabelecido em La Maddalena (Olbia) |
| Classe GO 22 |        | Doca flutuante | GO 23             | GO 23             | 1 000 toneladas  | Comissionado em 1935                                                           |
|              |        | Doca flutuante | GO 20             | GO 20             | 1,600 toneladas  | Comissionado em 1935                                                           |
|              |        | Doca flutuante | GO 188            | GO 188            | 600 t            | Comissionado em 1920                                                           |
|              |        | Doca flutuante | GO 18A            | GO18A             | 800 toneladas    | Comissionado em 1920 on 2015 based to Brindisi Naval Station                   |
|              |        | Doca flutuante | GO 11             | GO 11             | 2,700 toneladas  | Comissionado em 1920                                                           |
|              |        | Doca flutuante | GO 5              | GO 5              | 100 toneladas    | Comissionado em 1893                                                           |
|              |        | Doca flutuante | GO 1              | GO 1              | 1 000 toneladas  | Comissionado em 1942                                                           |